# Padang Leban
Padang Leban is een bestuurslaag in het regentschap Kaur van de provincie Bengkulu, Indonesië. Padang Leban telt 1109 inwoners (volkstelling 2010).